# The Screen Behind the Mirror
The Screen Behind the Mirror è il quarto album in studio del gruppo musicale tedesco Enigma, pubblicato il 14 gennaio 2000 dalla Virgin Records. È stato registrato agli A.R.T. Studios di Ibiza, Spagna.
I fan degli Enigma hanno affermato che è l'album "più maturo" realizzato da Michael Cretu, mentre la critica si è lamentata dell'uso eccessivo di pezzi del Carmina Burana di Carl Orff, anche se essi appaiono soltanto in 4 delle 11 tracce del disco.
La traccia Modern Crusaders è stata utilizzata come seconda sigla di chiusura della serie anime Le bizzarre avventure di JoJo nell'arco narrativo Vento Aureo.

## Tracce
Testi e musiche di Michael Cretu, eccetto dove indicato.
1. The Gate – 43:34
2. Push the Limits – 6:27 (Michael Cretu, Jens Gad)
3. Gravity of Love – 4:01
4. Smell of Desire – 4:55 (Michael Cretu, David Fairstein)
5. Modern Crusaders – 3:51
6. Traces (Light and Weight) – 4:13 (Michael Cretu, David Fairstein)
7. The Screen Behind the Mirror – 3:59
8. Endless Quest – 3:07
9. Camera Obscura – 1:39
10. Between Mind & Heart – 3:59
11. Silence Must Be Heard – 5:20 (Michael Cretu, David Fairstein)

## Classifiche

### Classifiche settimanali
| Classifica (2000) | Posizione massima |
| ----------------- | ----------------- |
| Australia         | 44                |
| Austria           | 6                 |
| Belgio (Fiandre)  | 28                |
| Belgio (Vallonia) | 19                |
| Canada            | 12                |
| Finlandia         | 5                 |
| Francia           | 16                |
| Germania          | 2                 |
| Irlanda           | 41                |
| Italia            | 13                |
| Norvegia          | 2                 |
| Nuova Zelanda     | 8                 |
| Paesi Bassi       | 4                 |
| Regno Unito       | 7                 |
| Spagna            | 14                |
| Stati Uniti       | 33                |
| Svezia            | 7                 |
| Svizzera          | 4                 |
| Ungheria          | 9                 |

### Classifiche di fine anno
| Classifica (2000) | Posizione |
| ----------------- | --------- |
| Germania          | 58        |
| Paesi Bassi       | 53        |
| Svizzera          | 60        |